# 塔爾-曼奈德
塔爾-曼奈德·埃爾芒 Tar-Meneldur Irimon（第二紀元543年——第二紀元942年，在位期間：第二紀元740年——第二紀元883年）是英國作家約翰·羅納德·瑞爾·托爾金的史詩式奇幻小說《精靈寶鑽》中的人物。他是努曼諾爾帝國第五任皇帝。
塔爾-曼奈德與阿瑪安 Almarian結婚，有三名子女：
- 安那迪爾 Anardil　兒子，即塔爾-阿達瑞安。
- 阿尼仁露 Ailinel　女兒，即穌羅圖 Soronto的母親。
- 阿迷露 Almiel　女兒

在塔爾-曼奈德統治時期，努曼諾爾人重新聯絡中土大陸人類。林頓的諾多族最高君王吉爾加拉德教導下，塔爾-曼奈德允許兒子安那迪爾在中土大陸建立有史以來最龐大的艦隊。他們在中土大陸興建很多港口，並且成為探險家。他們到達後來稱為剛鐸和亞爾諾地區，教導當地人阿督納克語，這種語言後來發展成為西方語。
索倫再現，吉爾加拉德向塔爾-曼奈德求助，塔爾-曼奈德認為兒子比自己更有實力，於是立即讓位給安那迪爾，安那迪爾即位，是為塔爾-阿達瑞安。而他亦沒有令父親失望。
在家庭中，塔爾-曼奈德與皇太后阿瑪安試圖斡旋他的兒子和皇后伊仁絲 Erendis疏離的關係，一度他們是成功的。但塔爾-曼奈德很快又再航行出海，而伊仁絲則遷居綠野山林之中，等同分居。
塔爾-曼奈德於第二紀元942年駕崩，享年399歲。